# Acid Rain Program
Acid Rain Program var åtgärd som initierats av United States Environmental Protection Agency för att komma till rätta med miljöfarligt svavelutsläpp genom handel med utsläppsrätter i USA. Där finns även en liknande handel för utsläppsrätter avsedda för kvicksilver.
Handeln med utsläppsrätter inom Acid Rain Program inleddes 1995 och ersattes 2011 med fyra olika program under en:Cross-State Air Pollution Rule (CSAPR).